# 莫德卢什
莫德卢什是葡萄牙波尔图区的一个堂区。总面积2.45平方公里，总人口1651人，人口密度673.9人/平方公里。